# Отдельная бригада особого назначения «Днестр»
Отде́льная брига́да осо́бого назначе́ния «Дне́стр» — бригада милиции особого назначения ПМР, сформированная в августе 1991 года в Тирасполе в ходе приднестровского конфликта и подчинённая непосредственно МВД республики.
Ранее представляла собой батальон.